# Dendrolobium triangulare
Dendrolobium triangulare là một loài thực vật có hoa trong họ Đậu. Loài này được (Retz.) Schindl. miêu tả khoa học đầu tiên.